# Ivan I Assèn de Bulgària
Ivan I Assèn de Bulgària   (Mèsia, valor desconegut - Veliko Tàrnovo, 1196) fou un emperador del Segon Imperi Búlgar que regnà entre 1189 i 1196. Fou precedit en el tron per Pere IV Assèn de Bulgària, i un boiar de nom Ivanko, va matar-lo el 1196 sent succeït pel seu germà petit Kaloian Assèn.